# Olympus College
Het Olympus College is een middelbare school in Arnhem.

## Geschiedenis
Het Olympus College ontstond in 1995 uit een fusie van het voormalige Nederrijn College en de Titus Brandsma Mavo.

## Demografie en ligging
De meeste leerlingen van het Olympus College komen uit Arnhem of omringende plaatsen zoals Elst, Driel en Huissen. Een klein percentage van de leerlingen komt uit Heteren, Angeren, Westervoort en Dodewaard.
De school staat in de wijk Malburgen in Arnhem-Zuid tegenover de Rijnhal en op loopafstand van het GelreDome en winkelcentrum Kronenburg.

## Onderwijs

### Kwaliteit
De onderwijsinspectie gaf het Olympus College in 2008 een voldoende. Het vwo vertoonde toen echter 'ernstige tekortkomingen', reden waarom de onderwijsinspectie het toezicht daarop 'geïntensiveerd' heeft. In maart 2012 kwam het bericht dat ook het vwo een voldoende heeft gekregen van de onderwijsinspectie. De onderwijsinspectie gaf het vmbo- en havo-onderwijs op het Olympus College wel een voldoende.

### Curriculum
Het Olympus College biedt de volgende opleidingen aan: vmbo, havo, vwo en gymnasium. nu geeft het Olympus College geen gymnasium meer sinds 2023. Voor getalenteerde vwo-5- en vwo-6-leerlingen is het voor mogelijk om, nog tijdens de middelbareschoolperiode, vakken te volgen aan de Radboud Universiteit Nijmegen.

### Hoogbegaafden
De school heeft sinds 2007 een aparte afdeling voor hoogbegaafde leerlingen (OPUS). Naast vakinhoudelijk werk wordt met name aandacht besteed aan “selfactualization” en “interdependence”. Hiermee bedoelt de schoolleiding dat de kinderen worden begeleid bij het ontdekken van hun eigen ik, de daarbij behorende gevoelens van eigenwaarde en het feit dat alle mensen van elkaar afhankelijk zijn in hun alledaags bestaan.
Hoogbegaafen beschikken op school over hun eigen groepsruimtes waarin zij activiteiten kunnen ontplooien. Ze volgen het verplichte Nederlandse onderwijsprogramma, maar kunnen dit op hun eigen manier en in hun eigen tempo doen. De leerlingen kunnen daarnaast voor extra vakken kiezen. Om toegelaten te kunnen worden op deze afdeling moet de jongere een intelligentiequotiënt (IQ) van minimaal 125 punten hebben, negen jaar of ouder zijn en alle basisschoolstof doorlopen hebben.